# Mother Nature's Son
Mother Nature's Son è un brano musicale dei Beatles contenuto nell'album The Beatles (meglio noto come White Album o Album Bianco).

## Il brano

### Origine e storia
Scritta da Paul McCartney sotto l'influsso di una conferenza del Maharishi Mahesh Yogi (come anche Child of Nature di Lennon che apparve però, con un nuovo testo, solo tre anni più tardi sull'album Imagine col titolo di Jealous Guy), la canzone è una piena e semplice evocazione della pace della campagna.
Fu registrata dal solo autore che si accompagna con la chitarra acustica in stile finger-picking. Dei venticinque nastri, il migliore e perciò destinato a essere la base, risultò il penultimo, che rispetto a quelli iniziali aveva una introduzione acustica più breve. Dopo dieci giorni il brano fu completato con le sovraincisioni di una linea di batteria – suonata da Paul – e di quattro ottoni.
Prima di chiudere e andarsene, McCartney registrò due brani supplementari: Wild Honey Pie e una misteriosa canzone intitolata Etcetera, della quale non si seppe più niente.
Paul McCartney, che negli anni ottanta ha sposato la causa ambientalista delle organizzazioni internazionali Friends of the Earth e Greenpeace, ha riproposto questo delicato omaggio alle meraviglie della natura anche nel corso del suo tour mondiale del 2003.

### Altre esecuzioni
La canzone fu eseguita da John Denver che la incluse nel doppio album dal vivo An Evening with John Denver del 1975. Mother Nature's Son è anche il titolo della biografia scritta da John Collis dopo la scomparsa del cantautore americano.
Il gruppo britannico Gryphon ne ha inciso una versione nell'album Raindance del 1975.
Un'altra cover è presente nella raccolta Everybody's Talking' di Harry Nilsson pubblicata nel 1997.